# Página Virada (canção)
"Página Virada" é uma canção da dupla sertaneja Chitãozinho & Xororó, lançada em 1989 no álbum Os Meninos Do Brasil, pela extinta gravadora musical PolyGram. 31 anos mais tarde, em 2020, a música foi regravada por eles, com a participação especial de Naiara Azevedo, lançada como single no dia 21 de agosto.

## A música

### Original e regravação
A versão original foi gravada em 1989, como 9ª faixa do álbum Os Meninos Do Brasil, uma composição de José Augusto e Paulo Sérgio Valle. Já a versão nova foi uma espécie de pedido de desculpas por não terem incluído Naiara Azevedo no DVD Elas Em Evidências, de 2017, só com participação de mulheres. Antes de regravarem a música, eles admitiram no programa The Noite, apresentado pelo comediante e apresentador Danilo Gentili, do dia 10 de maio de 2018, que no mesmo dia que gravaram o DVD (4 de outubro de 2017), esqueceram de chamar Naiara pra cantar com eles, porque estava tudo corrido, porque "foi muito rápido", segundo Chitão.
"Faltou alguém?", perguntou Gentili, depois de ler a lista de convidadas na capa do DVD. Chitãozinho respondeu: "Na minha opinião, (faltou) a Naiara Azevedo, que foi feito muito rápido, a gente ensaiou num dia e gravou no outro." Danilo Gentili perguntou se eles pretendem fazer um "volume 2" do álbum. Chitão disse que "se fizermos um volume 2, ela vai ser a primeira convidada"
“Temos um carinho enorme por essa canção, representa uma fase importante da nossa carreira, que temos muito orgulho em reviver”, diz Chitãozinho. “Não poderíamos escolher outra música para regravar neste projeto; a letra é romântica, a melodia conquista e toca o coração da forma que gostamos. E a participação da Naiara Azevedo veio para somar ainda mais. Estamos muito felizes com o resultado”, completa Xororó. “É uma emoção muito grande ter recebido o convite dos meus ídolos para participar com eles de uma música que é um grande sucesso. Sou muito grata e realizada”, agradece Naiara Azevedo.

### Videoclipe
O videoclipe da música foi gravado no dia 8 de agosto de 2020, em uma live de Dia dos Pais que eles fizeram no YouTube. A live tinha o objetivo de comemorar, antecipadamente, o Dia dos Pais, com o patrocínio da cerveja Brahma. As duplas participantes, além de Chitãozinho & Xororó, eram também Zezé Di Camargo & Luciano e Edson & Hudson. Segundo a organização, a live especial seria como um festival, com mais de seis horas de música. 
“Com momentos especiais de cada dupla. Cada artista com a sua apresentação de sucessos e proposta audiovisual, com painel de LED e iluminação cênica. Tudo reduzido com o mínimo de pessoas no local, seguindo os protocolos de prevenção”, afirma Fábio Lopes, o diretor da live.
Na live, antes da música ser relançada, eles cantaram com um vídeo de Naiara no telão da live, como ainda era em período de distanciamento social para evitar a pandemia do Covid-19. Duas semanas, a regravação foi lançada.